# 齒擠喉擦音
齿挤喉擦音是一种罕见的辅音，出现在一些口语中。国际音标表记此音的符号是⟨θʼ⟩。

## 特征
齿挤喉擦音的特征有：
- 調音方法是摩擦，表示氣流通過位於調音部位的狹窄通道，發生湍流。

- 調音部位是牙齒，故調音時舌頭與上牙、下牙或同時與兩者接觸。
- 發聲類型是清音，意味着發音時聲帶並不顫動。
- 本輔音是口腔輔音（口音），表示調音時空氣只從口裡流出。
- 本輔音為中央輔音，調音時氣流在口腔的中央流過舌面，而不從兩側流過。
- 氣流機制是擠喉音，通過將聲門向上擠壓而將空氣排出。

## 见于
[θʼ]出现在现代南阿拉伯语支，且在构拟的原始闪米特语中也出现了。
| 语言     | 语言     | 词汇       | 国际音标     | 意义 |
| -------- | -------- | ---------- | ------------ | ---- |
| 雅浦语   | 雅浦语   | th'abii    | [θʼabiː]     | 最   |
| 迈赫拉语 | 迈赫拉语 | diśkhawt̠̣'ā | [diɬχɑʊ̯θʼɑː] | 恨   |

## 更多
- 在PHOIBLE上搜尋含有[θʼ]的語言